# Dị Tư Phu
Isabu (tiếng Hàn: 이사부/ 異斯夫 (Di Tư Phu); không rõ năm sinh năm mất) là một vị tướng Silla thời thế kỷ 6. Ông là hậu duệ đời thứ tư của vua Naemul. Tên chính xác của ông hiện chưa rõ. Samguk Sagi ghi họ ông là Kim. Samguk Yusa lại cho rằng tên ông là Park I-Jong. Trong lịch sử Triều Tiên, ông là người nổi tiếng vì những cuộc chinh phạt mở rộng lãnh thổ cho Silla về phía Đông Nam, như chinh phạt Vu San Quốc ở Ullengdo và Dokko ngày nay, chinh phạt Daegaya. Năm 505, dưới thời vua Jijeung, ông được triều đình phong làm thống lĩnh (gunju) xứ Siljik, tức là Samcheok hiện nay. Chính từ đây, 7 năm sau, ông đã chinh phạt Usan-guk. Sau này, Isabu là chỉ huy cao nhất của quân đội Silla.

## Thành tích
Trong triều đại của Jijeung, Isabu lần đầu tiên được bổ nhiệm làm thống đốc (gunju) của tỉnh Siljik (실직주), Samcheok ngày nay. Sau đó, ông được bổ nhiệm làm thống đốc của Haseulla, Gangwon thời hiện đại. Đó là khi Silla, bao gồm cả các vùng nội địa của nó, thường xuyên phải đối mặt với nạn cướp biển của người Usan-guk. Do điều kiện địa lý khắc nghiệt của Usan-guk, người dân Usan-guk tin rằng Silla sẽ không xâm chiếm hòn đảo của mình.
Tuy nhiên, Isabu quyết định chinh phục quốc đảo này. Tuy nhiên, điều kiện địa lý khó khăn như vậy không phải là trở ngại duy nhất. Vì Usan-guk là một quốc đảo bao gồm các bộ lạc độc lập sống bằng nghề đánh cá để kiếm sống, người dân Usan-guk tỏ ra hơi khó kiểm soát và hung hăng và do đó khó chinh phục. Để vượt qua những trở ngại như vậy và chinh phục quốc đảo này, Isabu đã nảy ra một ý tưởng để lừa người dân Usan-guk đầu hàng. Ông đã làm những con sư tử lớn bằng gỗ và chất chúng lên tàu chiến. Anh ta đe dọa người dân Usan-guk, nói rằng anh ta sẽ thả những con sư tử nếu họ không đầu hàng. Cuối cùng, mánh khóe của anh ta đã có tác dụng và người dân Usan-guk đã đầu hàng. Nhờ Isabu, Usan-guk đã khuất phục Silla năm 512.
Isabu tiếp tục mở rộng lãnh thổ của Silla sau khi có được sức mạnh quân sự tối cao vào năm 541, cho đến tận lãnh thổ Baekje và Goguryeo trước đây nằm ở phía bắc của Hamgyong ngày nay. Isabu cũng khuất phục Daegaya chấm dứt liên minh Gaya và do đó, củng cố quyền lực của Silla ở phía đông nam Hàn Quốc.

## Tàu nghiên cứu
Một tàu nghiên cứu hàng đầu của Hàn Quốc, Isabu, được đặt theo tên ông. Do tên của nó, các nhà nghiên cứu tại cơ quan của Viện nghiên cứu Marimte Nhật Bản đã được chính phủ Nhật Bản hướng dẫn không tham gia vào bất kỳ sự hợp tác hay du lịch nào liên quan đến con tàu.